# Čistá (ort i Tjeckien, Mellersta Böhmen, lat 50,03, long 13,57)
Čistá är en ort i Tjeckien.   Den ligger i regionen Mellersta Böhmen, i den västra delen av landet, 60 km väster om huvudstaden Prag. Čistá ligger 482 meter över havet och antalet invånare är 899.
Terrängen runt Čistá är platt åt sydväst, men åt nordost är den kuperad.Runt Čistá är det glesbefolkat, med 10 invånare per kvadratkilometer. Närmaste större samhälle är Rakovník, 14,3 km nordost om Čistá. Trakten runt Čistá består till största delen av jordbruksmark.